# 道洛什·久尔吉

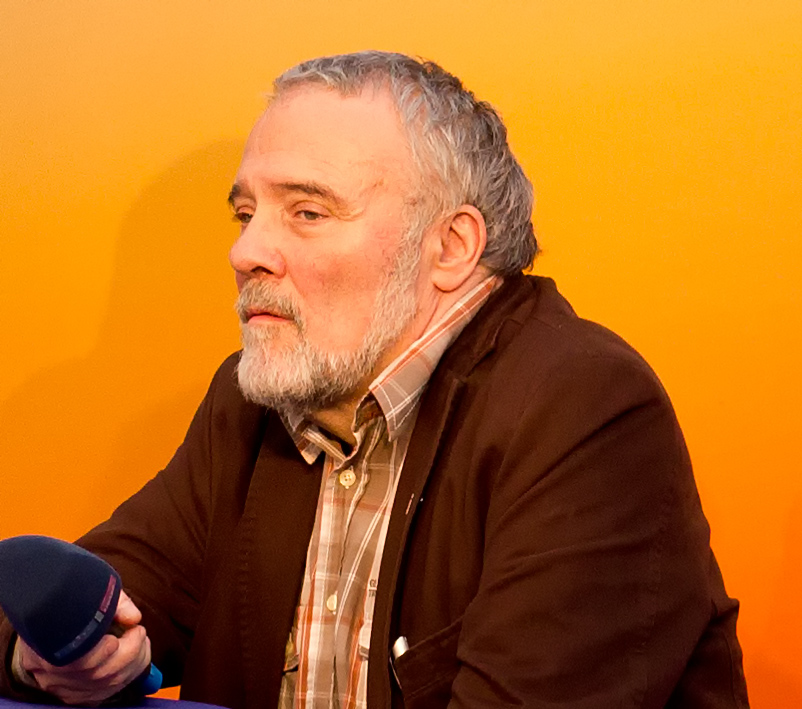

道洛什·久尔吉（Dalos György，1943年9月23日- ），匈牙利作家，历史学家。道洛什出生在布达佩斯一个犹太人家庭。1945年，他的父亲死于劳动营。他的少年时期是在犹太人办的儿童福利院度过的。1962年至1967年，道洛什在莫斯科罗莫诺索夫大学历史系学习。他在毕业后回到布达佩斯，被分配在工人运动博物馆当管理员助理。1968年，他卷入了“毛派分子案”，被判了七个月徒刑缓期执行，禁止发表作品长达19年。1970年代参加匈牙利民主化运动，1980年代以后在不来梅、维也纳和柏林等地从事文化、新闻与出版工作。现任柏林匈牙利文化研究所所长，居住于柏林。
他的代表作是《一九八五》和《来自未来的客人：安娜·阿赫玛托娃和以赛亚·伯林》。